# Huck It
Huck It és un àlbum de vídeos de la banda californiana de punk rock The Offspring. Fou creat durant l'època de Conspiracy of One i rebé el títol d'una de les cançons extra d'aquest àlbum. Fou editat en els formats VHS i DVD. El contingut principal són vídeos sobre skate amb la banda sonora de The Offspring, però també conté actuacions en directe i entrevistes a cada membre de la banda individualment.

## Llista de cançons[calcitació]
1. "Intro"
2. "Meet Greg K"
3. "L.A.P.D." (directe)
4. "Skateboard Huck It"
5. "Staring at the Sun" (directe)
6. "Meet Ron Welty"
7. "Meet Dexter"
8. "All I Want" (directe)
9. "BMX Huck It"
10. "Gone Away" (directe)
11. "Meet Noodles"
12. "Credits"

### Cançons extra
1. "The Kids Aren't Alright" (directe)
2. "Meet the Crew"
3. "Random Outtakes"